# Tar Károly
Tar Károly, írói álnevén Transsylvanicus, Dombi Károly, Koppány Zsolt, Ligeti Pál (Kolozsvár, 1935. augusztus 30. –) erdélyi magyar író, költő, újságíró, közíró, szerkesztő.

## Életpályája
1952-ben Fémipari Középiskolában érettségizett Kolozsváron, technikusi diplomát nyert. Dolgozott lakatosként, műszaki rajzolóként, tervezőként, műszaki tisztviselőként. Három évig katonáskodott Moldvában. 1958 és 1968 között az Igazság című lap munkatársa volt, időközben 1963-ban elvégezte a bukaresti újságíró-főiskolát, valamint a marosvásárhelyi pedagógiai főiskola magyar-román szakát. 1968-ban kilépett a laptól és fél évig a Helyiipari Vállalat technikusa volt, 1968-tól 1970-ig az utolsó magyar nemzetiségi közművelődési felügyelőként működött Kolozs megyében. 1970 után az Ifjúmunkás nevelési rovatának vezetője, publicistája, riportere, közben a Babes-Bolya Tudományegyetem német-magyar szakos hallgatója, a bukaresti főiskolán sajtóvezetői képesítést nyert. Az ifjúsági lap Matinéinak újraindítója, az Ifjúmunkás Zsebszínház egyik alapítója. 1987-ben a Napsugár gyermekirodalmi és a Haza Sólymai gyermeklap főszerkesztője. Lánya Svédországba menekülésekor leváltották, Hat hónapig az Előre újságírója volt. 1989-ben betegnyugdíjba kényszerítették.
1990-ben a Kolozs megyei RMDSZ szervezőbizottságának vezetője volt, a Szabadság napilap egyik alapítója, külső munkatársaként dolgozott, megszűnéséig a Szabad Európa Rádió tudósítójaként tevékenykedett. 1991-ben az Erdélyi Szépmíves Céh újraalakításának egyik önkéntes szervezője és törvényes beiktatójaként működött közre, tudósította a Magyar Nemzetet, alapítószerkesztője volt az Erdélyi Kiskönyvtárnak, 1993-tól pedig főmunkatársként dolgozott az Erdélyi Naplónál, 1994 végétől az Erdélyi Szépmíves Céh intézője volt. 1995 végén, fia, szülei és felesége halála után, svéd-magyar unokái nevelésére Svédországba ment, 1997-től megszűnéséig, a Svédországi Magyarok Országos Szövetsége Anyanyelvünk Alapítványának kurátora, könyvsorozatának elindítója (Vallomások az anyanyelvről, Glória Kiadó, 1999, Kolozsvár; Svédországi magyarító szószedet, Debrecen, 2004) volt.
1998-tól a Lundi Lap alapítószerkesztője, a Lundi Lap Társaság alapítója, 1999-ben a kolozsvári Krónika tudósítója, a Magyar Liget, a dél-svédországi magyarok családi lapja és az Ághegy című skandináviai magyar irodalmi és művészeti lapfolyam alapítója és szerkesztője, 2002-től a lundi rádió magyar adásának alapítószerkesztője, a Lundi Magyar Kulturfórum titkára, 2005-től a bevándorlók svéd nyelvű lapjának az Övergränser főszerkesztője, az Ághegy-Liget Baráti Társaság tiszteletbeli elnöke, a Magyar Nyelv és Kultúra Nemzetközi Társaságának választmányi tagja.
Tagja a Román, a Magyar és a Svéd Írószövetségnek valamint az Erdélyi Magyar Írók Ligájának.
1987-ben a Korunk folyóirat szociográfiai pályázatán három dolgozatát díjazták, 2002-ben, a Magyar Írószövetség irodalmi pályázatán különdíjat, 2006-ban, a Várad folyóirat Horváth Imre pályázatán különdíjat, 2006-ban az Irodalmi Jelen regénypályázatán Szerenád dobra, cintányérra és egyéb ütőhangszerekre című munkájáért különdíjat kapott. A magyar művelődésben végzett munkájáért 2003-ban a Magyar Kultúra Lovagja címmel tüntették ki. 2013-ban a Magyar Érdemrend lovagkeresztje kitüntetést és MÚOSZ Arany Toll díját vehetett át.
Novellával, karcolatokkal az Igazság és a kolozsvári Utunk irodalmi lapban indult az írói pályán, majd az 1960-as évek végétől jelentek meg regényei, novellái, versei, közhasznú könyvei.

## Munkái
- Köszönöm, jól vagyok (kisregény, Irodalmi Könyvkiadó, Buk., 1969)
- Hazai utakon (riportok., Dacia Könyvkiadó, Kv., 1976)
- Nyári mese (regény, Dacia Könyvkiadó, Kv., 1981)
- Pléhmadár (novellák, Kriterion Könyvkiadó, Buk., 1982)
- Szerelmes földrajz (riportok, Dacia Könyvkiadó, Kv., 1983)
- Az ismert katona (regény, Dacia Könyvkiadó, Kv., 1985)
- Viselkedjünk (illemkönyv, Dacia Könyvkiadó, Kv., 1987)
- Vakációs mesék (meseátdolgozások, Napsugár melléklet, Kv., 1988)
- Tótágas (színjáték, Színház, Budapest, 1988 és Nis Kiadó, Kv., 1994)
- Romániai magyar nyelvvédő szótár (Sztranyiczki Mihállyal, NIS Kiadó, Erdélyi Kiskönyvtár sorozat 1., Kv., 1992)
- Erdélyért kiáltom (közírások, NIS Kiadó, Erdélyi Kiskönyvtár 2., Kv. 1992)
- Bíró György aliász Kutya nekifutásai és kutyagolásai a mindig rózsás sportpályákon és a babértalanul is egyetlen életben (Koppány Zsolt néven, regényrészlet, NIS Kiadó, Erdélyi Kiskönyvtár 3. Kv., 1992)
- Bög Viola Társaság (hármas regény, Erdélyi Szépmíves Céh, Kv., 1994)
- Faragott fájdalom (napló, NIS Kiadó, Kv., 1995)
- Tótágas pillanatok (egypercesek, Erdélyi Híradó Lap- és Könyvkiadó, Kv., 1995)
- Gyászpárta (versek, Erdélyi Híradó Lap- és Könyvkiadó, Kv., 1995)
- Erdélyi sors (szociográfiai írások, NIS Kiadó, Kv., 1996)
- Tanítók nyomában (riportkönyv, NIS Kiadó, Erdélyi Kiskönyvtár 20-21, Kv., 1996)
- Illemszótár (Erdélyi Híradó Lap- és Könyvkiadó, Kv., 1997)
- Szerenád (kisprózai írások, Erdélyi Híradó Lap- és Könyvkiadó, Kv., 1997)
- Üdv. (versek, Stúdium Könyvkiadó, Kv., 1999, a szerző rajzaival)
- Létszó (versek, Stúdium Könyvkiadó, Kv., 2001)
- Az ismert katona (különféle cenzúrázás után helyreállított második kiadás, Stúdium Könyvkiadó, 2002)
- Magyar dolgok (közírások, NIS kiadó, Erdélyi Kiskönyvtár 22., 2002)
- Az Egyetemes Magyar Képzőművészeti Egyesület (Stockholm, monográfia, magánkiadás, 2003)
- Svédországi magyarító szószedet (LSZM Kiadó, Debrecen, 2004)
- És versek, jelenetek, töprengések (Studium Könyvkiadó, Kolozsvár, 2005)
- Tar Károly válogatott írásai – (22 kötet) CD-n, Ághegy-Liget Baráti Társaság kiadása, Stockholm, 2005
- Kutyatár, Bíró György aliász Kutya nekifutásai és kutyagolásai a mindig rózsás sportpályákon és a babértalanul is egyetlen életben, 2005
- Az Erdélyi Szépmíves Céh 1924–1944, 1990–1995, dokumentumkötet, Ághegy Könyvek, 2009
- Táncház (gyermekversek, 1 szerzői ív, Pusztai Péter rajzaival és borítójával, lemezen)
- Játékos torna (Soó Zöld Margit 42 rajzával)
- Altermundia. Képzeletbeli népek lírájának kieszelt fordításai; ford. Tar Károly; Közdok, Budapest, 2009
- Szép szóval köszönöm. Versek; Tar Károly, Debrecen, 2009
- A szépség csodája. Költemények Holló László képeiről; Ethnica, Debrecen, 2009
- Itt és ott. Száz vers a szerző fényképfelvételeivel díszítve; Székely Ház Közhasznú Alapítvány, Veresegyház, 2010 (Ághegy könyvek)
- Mesés közlekedés; AB-art, Pozsony, 2010
- A tűnt idő nyomában. Versek; Tar Károly, Debrecen, 2010
- Várom, hogy ébredjen. Versek; Tar Károly, Debrecen, 2010
- Erdélyi mézeskalács. Lírai receptkönyv; Méry Ratio, Šamorín [Somorja], 2011
- Halkuló estéken. Versek; Tar Károly, Debrecen, 2011
- Mikor hosszú útról. Versek; Tar Károly, Debrecen, 2012
- Szólj tisztán és hangosan. Versek; Tar Károly, Debrecen, 2013
- Markolom az időt. Versek; Tar Károly, Debrecen, 2014
- Megrajzolt szavak. Tar Károly verseit rajzolta Bényi Árpád, Cs. Uhrin Tibor, Józsa János, László Ákos, Vincze László; Tar Károly, Debrecen, 2014
- Szárnyalj szabadon! Versek; Tar Károly, Debrecen, 2014
- Kikiáltom magam. Versek; Tar Károly, Debrecen, 2015
- Milyen is volt hajdanán az álmom? Versek; Tar Károly, Debrecen, 2015
- Ezernyi messziségből. Versek; Tar Károly, Debrecen, 2016
- Együtt sírok az éggel. Versek; Tar Károly, Debrecen, 2017
- Táncház. Gyermekversek; Üveghegy, Százhalombatta, 2017
- Égbe szálló remény. Versek; szerzői, Debrecen, 2018
- Est. Tar Károly elmentett és felnégyelt összes – verseiből; 2. átdolg. kiad.; Székely Ház Alapítvány, Budapest, 2019 (Ághegy könyvek)
- Kavart kevert; Ághegy Könyvek, Cluj-Napoca, 2019
- Megtépem a világot. Versek; szerzői, Debrecen, 2019

### Antológiákban
- Egyszer mindenkit szólítanak, Romániai magyar elbeszélők, Dacia könyvkiadó, Kolozsvár, 1984
- Korunk évkönyv, 1988
- Körkép, Harmincegy mai magyar író kisprózája, Magvető Könyvkiadó, Budapest, 1991
- Csillagszóró, Szabadság, Kolozsvár, 1992

### Fordításai
- Werner Aspenström: Jégjelentés (Israpport) (Ister Kiadó, Budapest, 1999)
- Dohi Alex Altermundia című verskötetének fordítása, KÖZDOK Kiadó, Budapest, 2009
- Dohi Alex: Illatok könyve, Ághegy Könyvek, román versfordítás, 2010
- Svédül: Sölvesborg tidningen, En transsylvansk journalists anteckningar, 1990; Tidskriften mosaik, nr. 4, 1990
- Hommage Tomas Tranströmer, Ághegy Műhely, 2014

### Előkészületben
SUMMA I. A Boldog utcán túl – regényes önéletrajz – SUMMA II. Saját lábon- regényes önéletrajz – SUMMA III. Ezerkilométerekkel-1- regényes önéletrajz – Kedves könyveim könyve . könyvismertetők, kritikák, esszék – TITOKTÁRa – blogjegyzetek – Pánik – regény – Hajnalban vadnyuszik ablakom alatt – regény; Est – versek

## Díjai
- A Magyar Érdemrend lovagkeresztje (2013)